# Saljut 4
Saljut 4 (DOS-4) (rus. Салют-4), sovjetska svemirska postaja. Lansirana je 26. prosinca 1974. iz kozmodroma Bajkonur. U malo više od dvije godine koliko je bila operativna, postaju su posjetile dvije misije s posadama (Sojuz 17 i 18) dok je treća, između dvije navedene, otkazana zbog tehničkog kvara (Sojuz 18a). 17. studenog 1975. u orbitu je upućen i bezposadni Sojuz 20 koji se na postaji zadržao sve do 15. veljače 1977.
Postaja je deorbitirana i uništena u atmosferi 2. veljače 1976.